# Субботін Віктор Якович
Віктор Якович Субботін (1911—1994) — радянський господарський діяч.

## Біографія
Народився 8 вересня 1911 року у селищі Кудимкар Солікамського повіту Пермської губернії. Закінчив Московський зоотехнічний інститут (1935).
Старший зоотехнік племінної худоби у радгоспі села Тельмана в Карагандинській області, потім у радгоспі села Шалабай Семипалатинської області. У 1938-1947 роках — зоотехнік, старший зоотехнік, головний зоотехнік, начальник відділу зоотехнії наркомату (міністерства) радгоспів Казахської РСР. У 1947—1954 роках — начальник відділу, член колегії, заступник начальника управління тваринницьких радгоспів, начальник управління, заступник міністра Міністерства радгоспів КРСР.
У 1954–1964 роках — заступник завідувача, завідувач відділу сільського господарства ЦК КП Казахстану. Міністр сільського господарства КРСР (1964—1965), з 1965 — заступник міністра сільського господарства КРСР.
Автор понад 20 наукових праць з тваринництва.
Дружина — Спиридонова Таїсія Антонівна; дві дочки: Валентина, 1942 р. н., Ольга, 1951 р. н.

## Нагороди та премії
- заслужений зоотехнік Казахської РСР (1971)
- Сталінська премія І ступеня (1951) — за виведення нової породи великої рогатої худоби «Казахська білоголова».
- чотири ордени Трудового Червоного Прапора
- медалі